# Шокин, Евгений Сергеевич
Евгений Сергеевич Шокин (20 февраля 1944, Горький — 13 февраля 2023, Кемерово) — советский и российский актёр театра и кино. Народный артист Российской Федерации (1999). Лауреат множества премий и наград.

## Биография
Евгений родился 20 февраля 1944 года в городе Горький (ныне — Нижний Новгород).
С 1976 года Евгений Сергеевич служил в Театре драмы Кузбасса им. А. В. Луначарского. Позже приехал в Кемерово по приглашению на тот момент главного режиссера театра драмы — Бориса Соловьева.
В 1979—1980 годы был председателем Кемеровского регионального отделения СТД Российской Федерации. Евгений преподавал в Кемеровском государственном университете культуры и искусств.
За долгие годы службы на сцене театра драмы артистом было создано много запоминающихся, своеобразных и интересный ролей по мнению зрителей.
Проработал в таких театрах, как:
- Кемеровский театр драмы (1976—2023);

- Челябинский театр драмы (Челябинск-65) (1972—1976);

- Горьковский музыкально-драматический театр (Арзамас-16), (1965—1972).

Ушёл из жизни 13 февраля 2023 года в возрасте 78 лет в Кемерово.

## Личная жизнь
Со своей женой Лидией познакомился на вступительных экзаменах в Горьковском театральном училище. Супруги часто вместе выступали на сцене. У них есть дочь Василиса и внучка Устинья.

## Звания и награды

### Звания
- Заслуженный артист РСФСР (1981).
- Народный артист Российской Федерации (1999).

### Премии
- Лауреат премии Кузбасса (2004)
- Лауреат премии имени Александра Боброва (2006).
- Лауреат театральной премии «Овация» (2012).
- Лауреат премии имени Бориса Сурова (2013).
- Почетный гражданин Кемеровской области (2014).
- Лауреат премии «Золотая Маска» (2018)[3].

### Награды
- медаль «За особый вклад в развитие Кузбасса» III степени (2004).
- орден «Доблесть Кузбасса» (2008).
- медаль «За служение Кузбассу» (2009).
- орден Почёта Кузбасса (2014).
- бронзовый знак «За заслуги перед городом Кемерово» (2014).
- памятный знак «За вклад в развитие культуры» (2018).
- особый памятный символ «Легенда Кузбасской сцены» (2018).

## Театральные работы

### Театр драмы Кузбасса им. А. В. Луначарского (1976—2023)
- «Записки из Мертвого дома» (Ф. Достоевский) — Микита Григорьич.
- «Клиника» (Р. Куни) — Билл.
- «Убить Илла» (Ф. Дюрренматт) — Дворецкий.
- «История от Матвея» (Н. Беленицкая) — Старый директор.

## Фильмография
- Близкие люди (короткометражный) (2014).